# エルミン・シリャク
エルミン・シリャク（Ermin Šiljak、1973年5月11日 - ）は、スロベニア (旧ユーゴスラビア)・リュブリャナ出身の元同国代表サッカー選手、サッカー指導者。現役時代のポジションはFW。

## 選手経歴
1992年にNKスヴォボダ・リュブリャナでプロデビューを果たし、1994年から2シーズン在籍したNKオリンピア・リュブリャナでは、加入2シーズン目の1995-96シーズンにリーグ戦26得点を挙げて1.SNL得点王に輝いた。同シーズン終了後、拠点を国外に移し、セルヴェットFCやハンマルビーIFで国内タイトルを獲得した。
1994年3月23日、北マケドニア代表との親善試合にてスロベニア代表デビューを果たした。2000年にはUEFA EURO 2000に参加したが、グループステージ最終戦のノルウェー代表戦のみの出番に終わった。また、UEFA EURO 2004予選では通算9得点を挙げて予選における最多得点者となった。

## 指導者経歴
2012年5月22日、NKオリンピア・リュブリャナの監督に就任し、指導者としてのキャリアをスタートさせた。
2015年7月、ブルガリアのPFCボテフ・プロヴディフに監督として招聘された。